# Yonghwasan
Yonghwasan är ett berg i Sydkorea.   Det ligger i provinsen Gangwon, i den norra delen av landet, 90 km nordost om huvudstaden Seoul. Toppen på Yonghwa-san är 867 meter över havet, eller 480 meter över den omgivande terrängen. Bredden vid basen är 15,4 km.
Terrängen runt Yonghwa-san är huvudsakligen kuperad. Runt Yonghwa-san är det ganska tätbefolkat, med 230 invånare per kvadratkilometer. Närmaste större samhälle är Chuncheon, 18,3 km söder om Yonghwa-san. I omgivningarna runt Yonghwa-san växer i huvudsak blandskog.